# مركب الهند (أغنية)
يحيى عمر قال قف يازين أو يا مركب الهند هي أغنية يمنية من الفلكلور الشعبي كتبها ولحنها الشاعر اليمني يحيى عمر أبو معجب اليافعي، جاءت مناسبتها لكون يحيى كثير التنقل بين موانئ يافع وحضرموت وعدن وجيد آباد في الهند، وانتقلت من أوساط البحّارة في اليمن إلى جميع البلدان العربية والخليج تحديدًا. أول من غناها في الخليج المغني البحريني ضاحي بن الوليد ثم المغني العماني سالم الصوري، ثم قدمها محمد عبده في مسلسل أغاني في بحر الأماني عام 1969 مع إضافة بعض الأبيات والمذاهب الموسيقية لها.

## الكلمات
يحيى عمر قال قف يا  زيـن
سالك بمـن كحّـل اعيانـك
من علمك يا كحيـل  العيـن
من ذا الذي خضّـب ابنانـك
من شكَّ لك حرز في حرزين
وشـك لولـك  ومرجـانـك
وراك يـا بـارز النهـديـن
كفتنـي تحـت  روشـانـك
يا عسكر الشاش أبو صفين
وأنت باشـا فـي صيوانـك
حمَّلت يحيى عمـر  حمليـن
وصرت تعبان مـن  شانـك
لي شهر في شهر في شهرين
وانـا منـاظـر لبستـانـك
لا ذقـت حبـه ولا ثنتـيـن
نهبـت خوخـك ورمـانـك
والورد شفته علـى الخديـن
وهو مطرح علـى  اوجانـك
يا مركب الهند ابـو  دقليـن
يـا ليتنـي كنـت ربـانـك
اسعى بك البر والبحرين
واحمل الماى بأخزانك
لك قسم في قسم في قسميـن
لك قسم زايد علـى اخوانـك
والمصلحـة بيننـا نصفيـن
لا ربَّـح الله مـن  خـانـك
يا ليت لي عند اهلـك ديـن
أروح واجـي علـى شانـك
وأختم قصيدي بذكـر الزيـن
بُكـره نقـيِّـل  بديـوانـك